# Silvanus robustus
Silvanus robustus es una especie de coleóptero de la familia Silvanidae.

## Distribución geográfica
Habita en Malasia, Singapur, Indonesia y  Filipinas.